# 1997年フランス議会総選挙
1997年フランス議会総選挙（1997ねんふらんすぎかいそうせんきょ）は、フランス共和国の立法府下院である国民議会を構成する議員を全面改選するために1997年5月25日と6月1日の2回に分けて行われた選挙である。

## 概要
国民議会の任期が1年残る中、ジャック・シラク大統領が議会を解散して行われた選挙である。第5共和制においては、議会選は任期満了でなければ、大統領選の直後に新任（再任）大統領が解散権を行使して行うことが多く、大統領の任期途中に前倒しで解散されることは比較的異例だった。これは国内で賛否両論あった共通通貨ユーロの導入を翌年に控え、選挙においてユーロ問題が争点化するのを回避するための、シラク政権による戦術的な選択だった。
選挙の結果、議会内で圧倒的勢力を有していたシラク大統領与党である共和国連合（RPR）とフランス民主連合（UDF）による保守連合（RPR-UDF）が議席数を大幅に減らし、反対にジョスパン第1書記が率いる社会党（PS）を中心とする左翼連合が勝利した。

## 基礎データ
- 選挙権：選挙人名簿閉鎖日（3月31日）までに18歳に達したフランス国民男女
- 被選挙権：満23歳以上のフランス国民男女
- 議員任期：5年
- 定数：577議席 
  - フランス本土：555議席
  - 海外領土：22議席
- 選挙制度：小選挙区制（単記2回投票制） 
  - 第1回投票：有効投票の内、過半数且つ有権者数の四分の一以上を得た候補者が当選。いない場合は、一週間後に二回目の投票が行われる。
  - 第2回投票：第一回投票において、12.5％以上を得た候補者、12.5％以上を得た候補者が一人のみ、若しくは一人もいない場合は、上位二名が立候補。最多得票を得た候補者が当選
- 有権者
  - 第1回投票：39,217,241名
  - 第2回投票：38,487,205名

## 選挙結果
- 第1回投票：1997年5月25日
  - 投票者：26,635,942名
  - 投票率：67.91%
- 第2回投票：1997年6月1日
  - 投票者：27,353,998名
  - 投票率：71,07%

| 党派                | 党派                             | 第1回投票  | 第1回投票 | 第2回投票  | 第2回投票 | 議席数      | 議席数          |
| 党派                | 党派                             | 得票数     | 得票率    | 得票数     | 得票率    | 個別 党派別 | 政治 グループ別 |
| ------------------- | -------------------------------- | ---------- | --------- | ---------- | --------- | ----------- | --------------- |
| 左派                | 社会党 PS                        | 5,961,612  | 23.53     | 9,751,423  | 38.05     | 252         | 319             |
| 左派                | フランス共産党 PCF               | 2,519,281  | 9.94      | 982,990    | 3.83      | 39          | 319             |
| 左派                | 急進社会党 PRS                   | 366,067    | 1.44      | 562,031    | 2.19      | 13          | 319             |
| 左派                | 緑の党など環境保護派 ÉCOLOGISTES | 1,726,018  | 6,81      | 414,871    | 1.61      | 8           | 319             |
| 左派                | その他の左派 Divers Gauche       | 708,605    | 2.79      | 652,882    | 2.54      | 7           | 319             |
| 右派                | 共和国連合 RPR                   | 3,977,964  | 15.70     | 5,846,717  | 22.81     | 139         | 256             |
| 右派                | フランス民主連合 UDF             | 3,601,279  | 14.21     | 5,323,177  | 20.77     | 111         | 256             |
| 右派                | その他の右派勢力 Divers droite   | 1,671,626  | 6.59      | 628,468    | 2.45      | 6           | 256             |
| 極左 EXTRÊME GAUCHE | 極左 EXTRÊME GAUCHE              | 638,710    | 2.52      | 0          | 0         | 0           | 0               |
| 国民戦線 FN         | 国民戦線 FN                      | 3,785,383  | 14.94     | 1,434,854  | 5.59      | 1           | 1               |
| そのほかの極右      | そのほかの極右                   | 26,438     | 0.10      | 0          | 0         | 0           | 0               |
| その他 DIVERS       | その他 DIVERS                    | 351,503    | 1.38      | 28,916     | 0.11      | 1           | 1               |
| 合計                | 合計                             | 25,334,486 |           | 25,626,329 |           | 577         | 577             |

- 出典：
  - Les élections législatives de 1997、フランス国民議会ホームページ掲載の1997年選挙公式結果。
  - Législatives 1997（France Politique）。
- 注：なお、議席数には海外選挙区22議席も含まれている他、一部の政党に関しては選挙協力をおこなった諸党派も含まれている。

党派別で見た場合、ジュペ内閣を支える保守連合の共和国連合と民主連合は共に議席をほぼ半減させた。前回1993年選挙で大敗した社会党は完全に復調し、第1党となった。そして1981年以来、議席を減らし続けてきた共産党は4回目の選挙で、初めて選挙前を大きく上回る議席を得た。それ以外の党派では、「緑の党」を中心とした環境保護派が左翼連合と協力して8議席を獲得し、初めて議会に議席を獲得することに成功した。